# Флоридия
Флоридия (итал. Floridia) — коммуна в Италии, располагается в регионе Сицилия, подчиняется административному центру Сиракуза.
Население составляет 21 406 человек (на 2004 г.), плотность населения составляет 800 чел./км². Занимает площадь 26,22 км². Почтовый индекс — 96014. Телефонный код — 0931.
Покровительницей коммуны почитается Пресвятая Богородица (Maria SS. Immacolata). Праздник ежегодно празднуется 8 декабря.